# Louis Tocqué

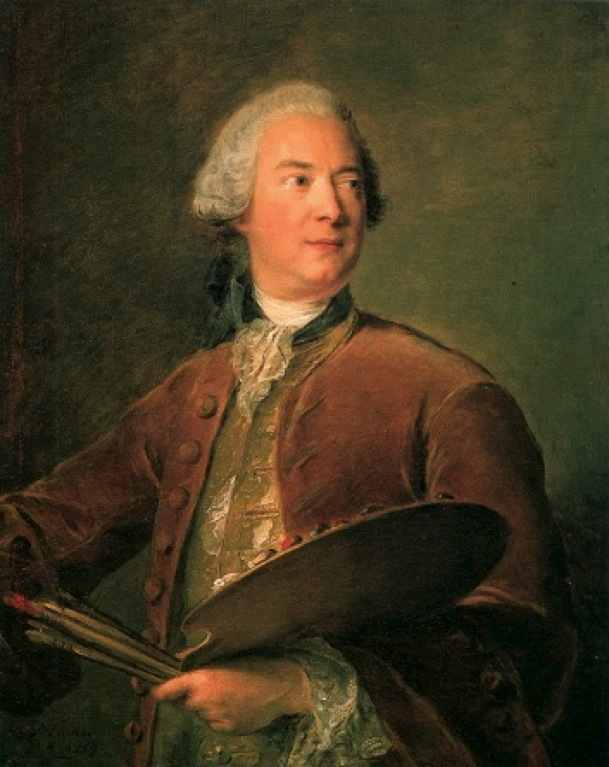
Retrato de Louis Tocqué por Jean-Marc Nattier.

Jean Louis Tocqué (19 de noviembre de 1696-10 de febrero de 1772) fue un pintor francés. Se especializó en la pintura de retratos.

## Biografía
Jean Louis Tocqué nació el 19 de noviembre de 1696 en París. Su padre, que también era pintor, murió en abril de 1710, antes de que Louis cumpliera los catorce años. Finalmente fue puesto al cuidado de otro artista, Jean-Marc Nattier. Tocqué estudió con Nattier, Nicolas Bertin y Hyacinthe Rigaud en la década de 1720. Se casó con la hija de Jean-Marc Nattier, Marie Nattier, en 1747. Murió el 10 de febrero de 1772 en París.

## Carrera
Las primeras obras de Tocqué fueron pintadas cuando era aprendiz de Jean-Marc Nattier. Louis Tocqué fue influenciado por Hyacinthe Rigaud, quien también fue uno de sus tutores y Nicolas de Largillierre, otro pintor francés. Su primera gran obra fue la pintura del retrato de Luis XV de Francia encargada por su bisabuelo Luis XIV, rey de Francia. En 1740 pintó el retrato de Marie Leszczyńska, reina de Francia. De 1737 a 1759, más de cincuenta de los retratos que pintó formaron parte regularmente de las exposiciones del Salón, la exposición de arte oficial de la Academia de Bellas Artes de París. En 1745 pintó el retrato de la infanta María Teresa Rafaela de España, un año antes de su muerte. En 1757 se trasladó al Imperio Ruso, donde permaneció durante dos años tras ser invitado por Elizaveta Petrovna, emperatriz de Rusia, con el fin de realizar un retrato ceremonial de ella. Este retrato es hoy parte de la colección permanente del Museo del Hermitage de San Petersburgo en Rusia. En la década de 1760 viajó a Dinamarca y creó los retratos de la familia real danesa y enseñó en la Real Academia Danesa de Bellas Artes en Copenhague.

## Galería

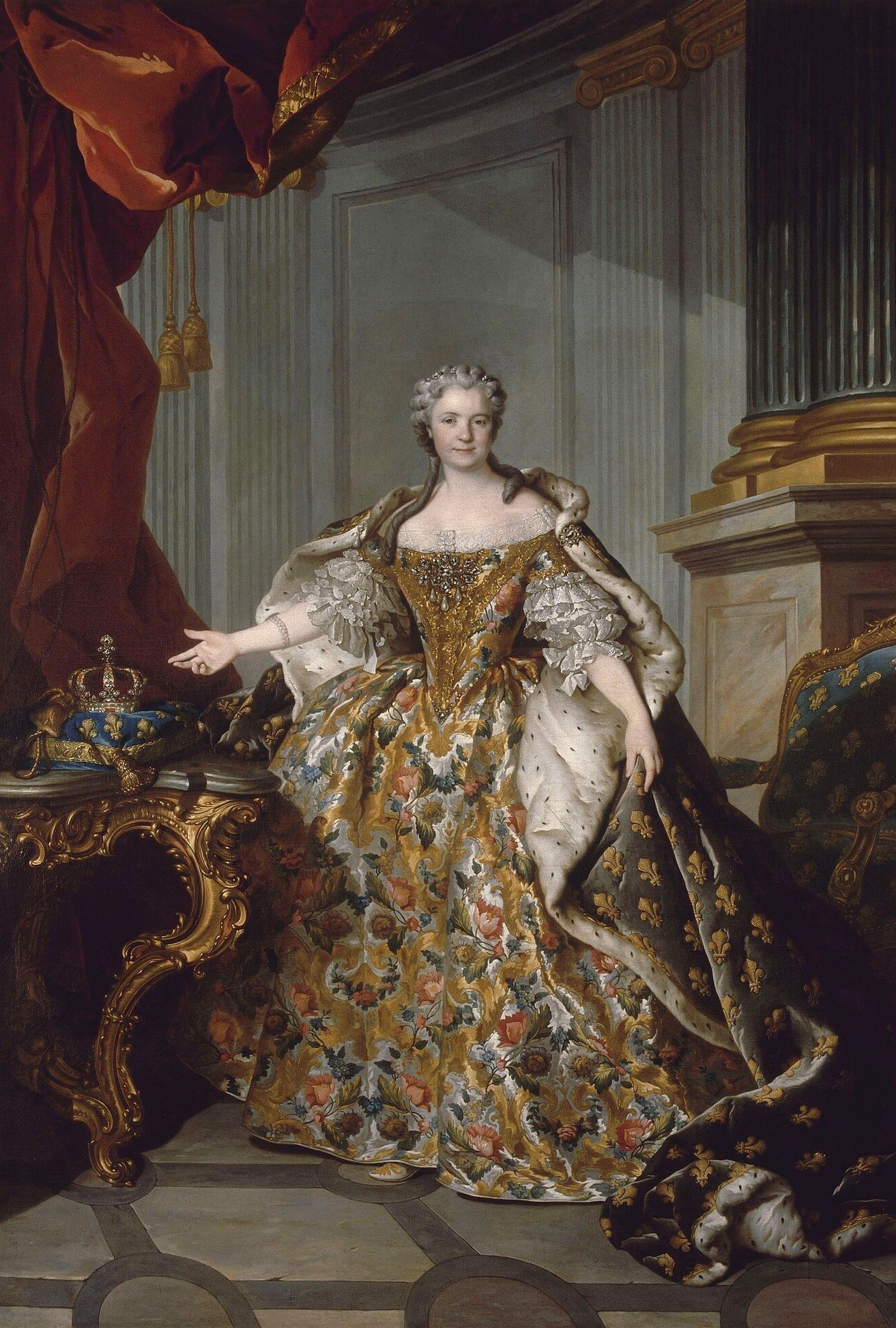
Retrato de Marie Leszczyńska (1703–1768), reina de Francia, 1740, óleo sobre lienzo, 191x277 cm, Museo del Louvre, París
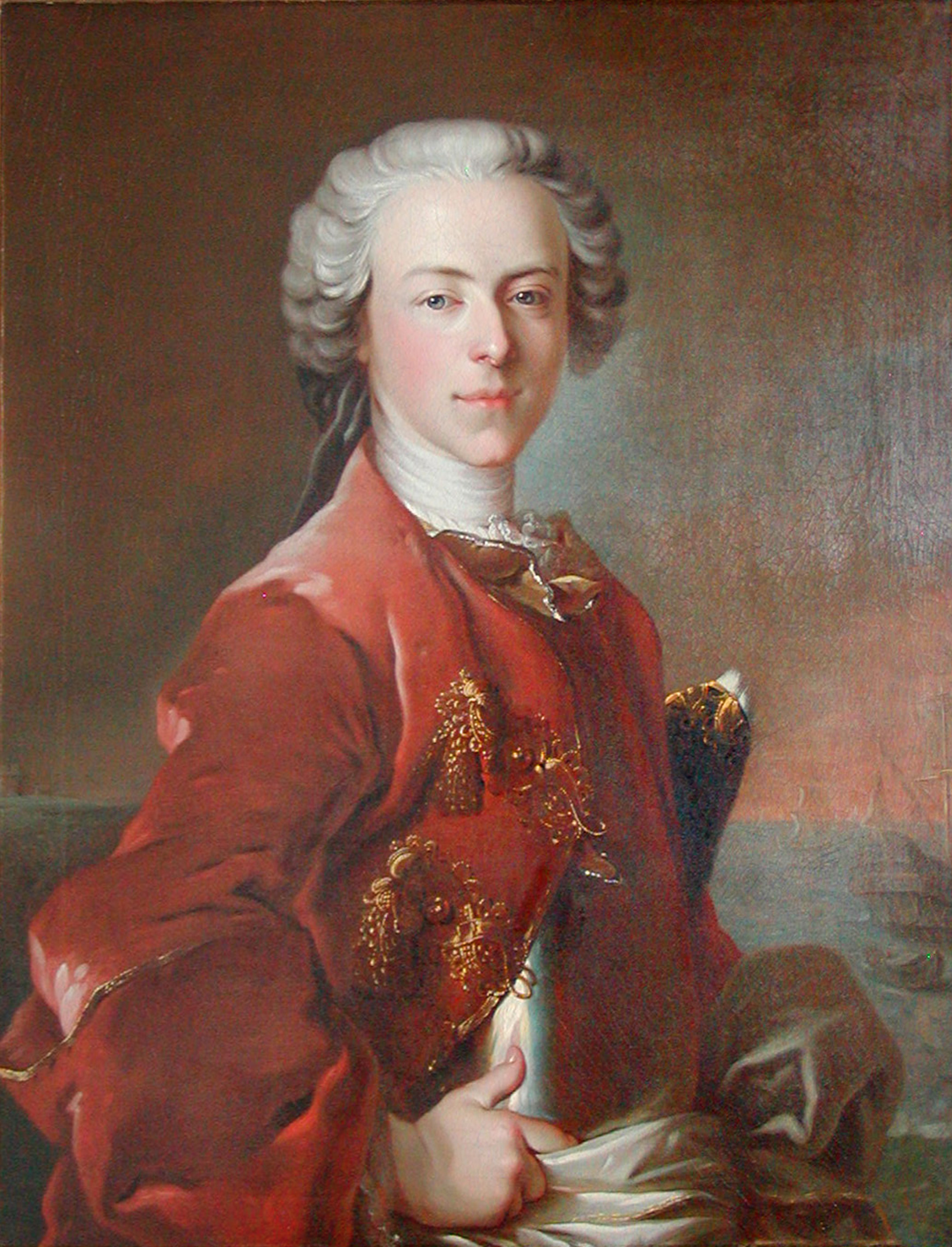
Louis Tocqué, 1736, Retrato de Frederik de Løvenørn (1715–1779), Castillo de Frederiksborg, Dinamarca
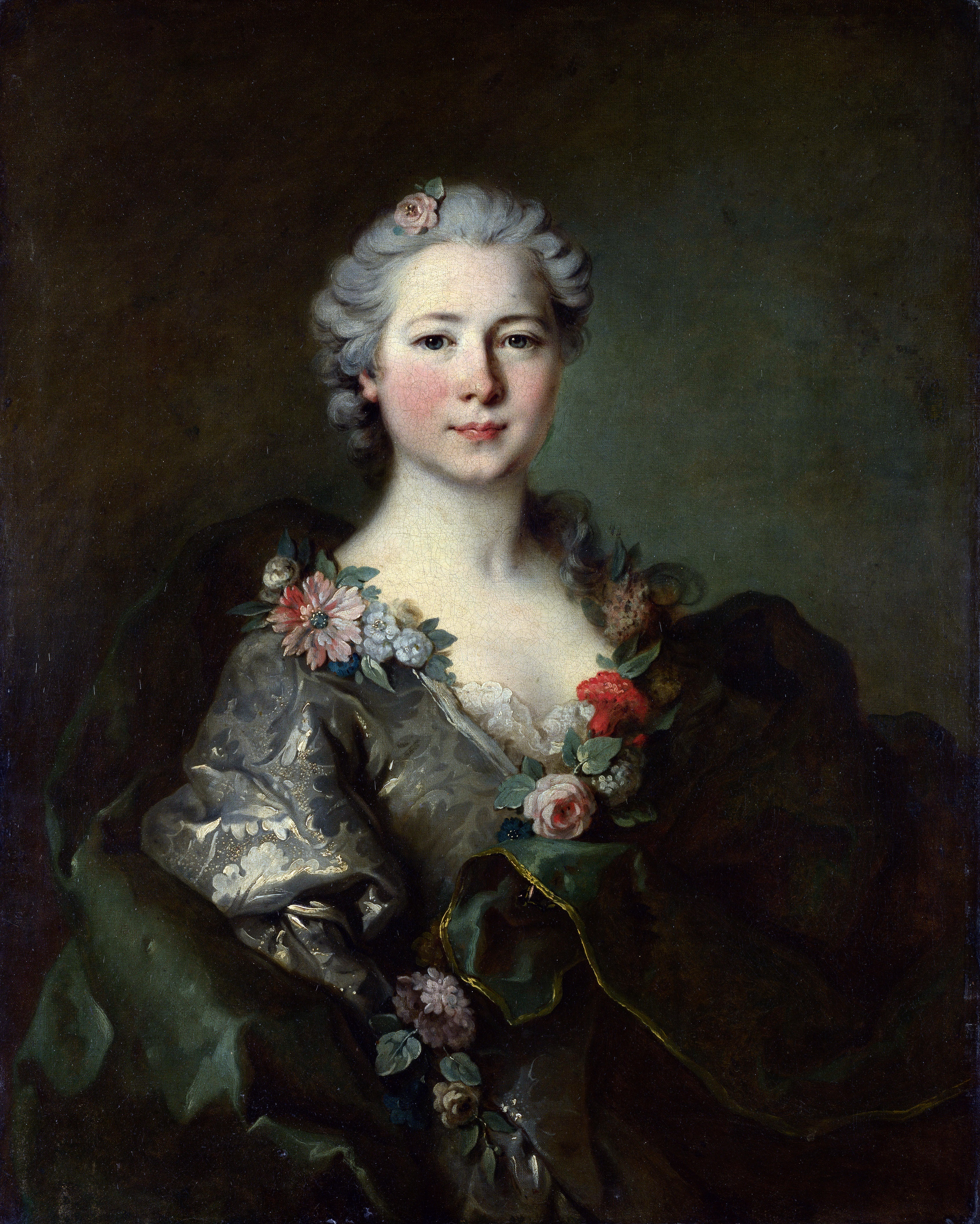
Probablemente Retrato de Mademoiselle de Coislin, entre 1750 y 1759, óleo sobre lienzo, 79,4x63,5 cm, National Gallery, Londres
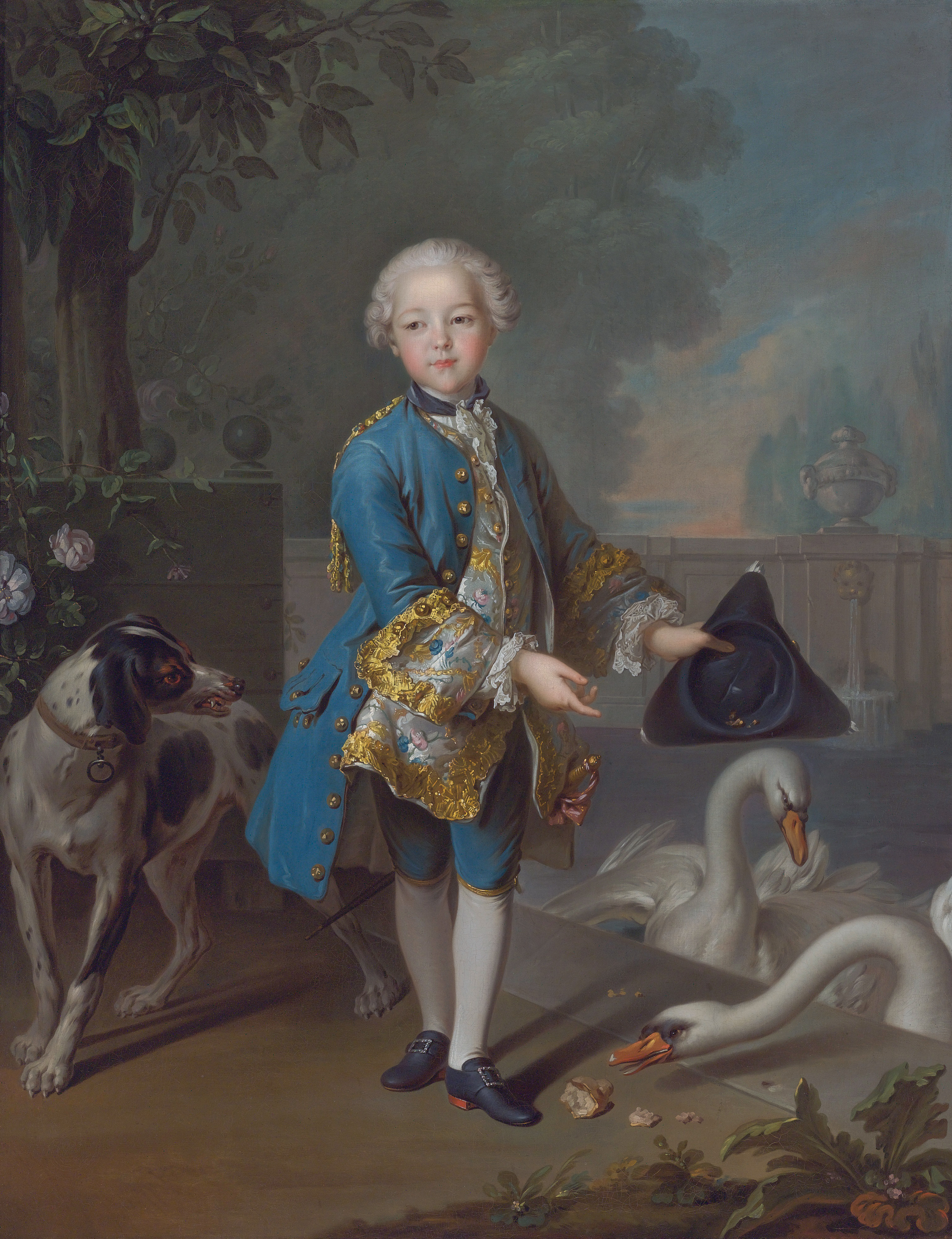
Retrato de Louis Philippe Joseph, duque de Orleans y duque de Chartres (1747-1793), óleo sobre lienzo, 146,7x114,3 cm
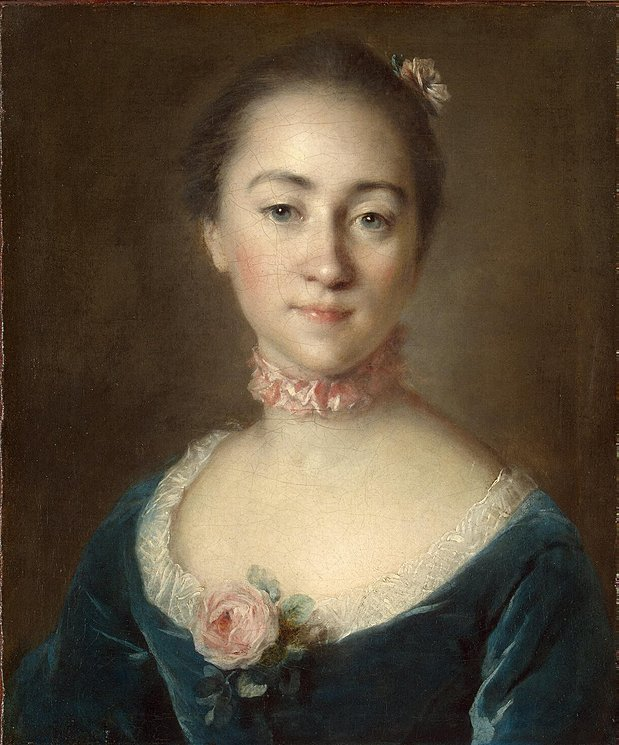
Retrato de Ekaterina Golovkin (1733–1821), nacida como Shuvalov, 1757, Museo del Hermitage, San Petersburgo
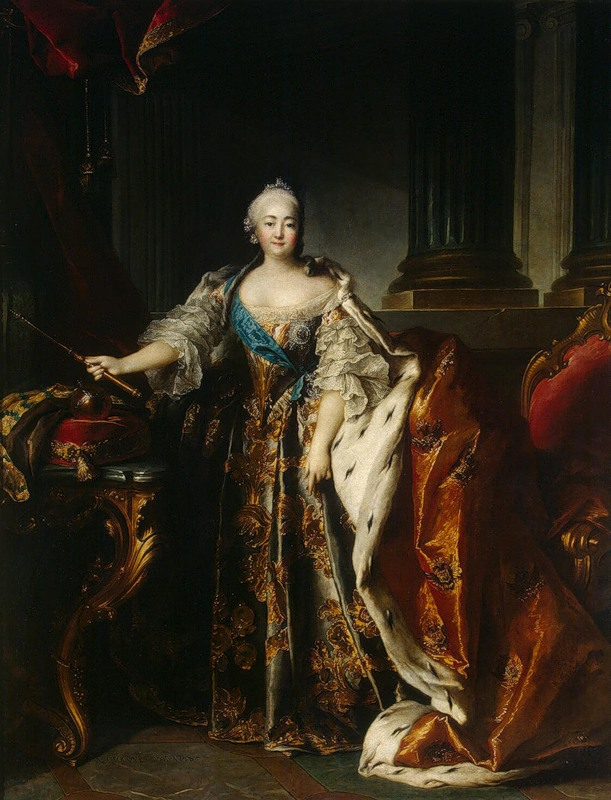
Retrato de la emperatriz Isabel de Rusia (1708–1762), 1758, Museo del Hermitage, San Petersburgo
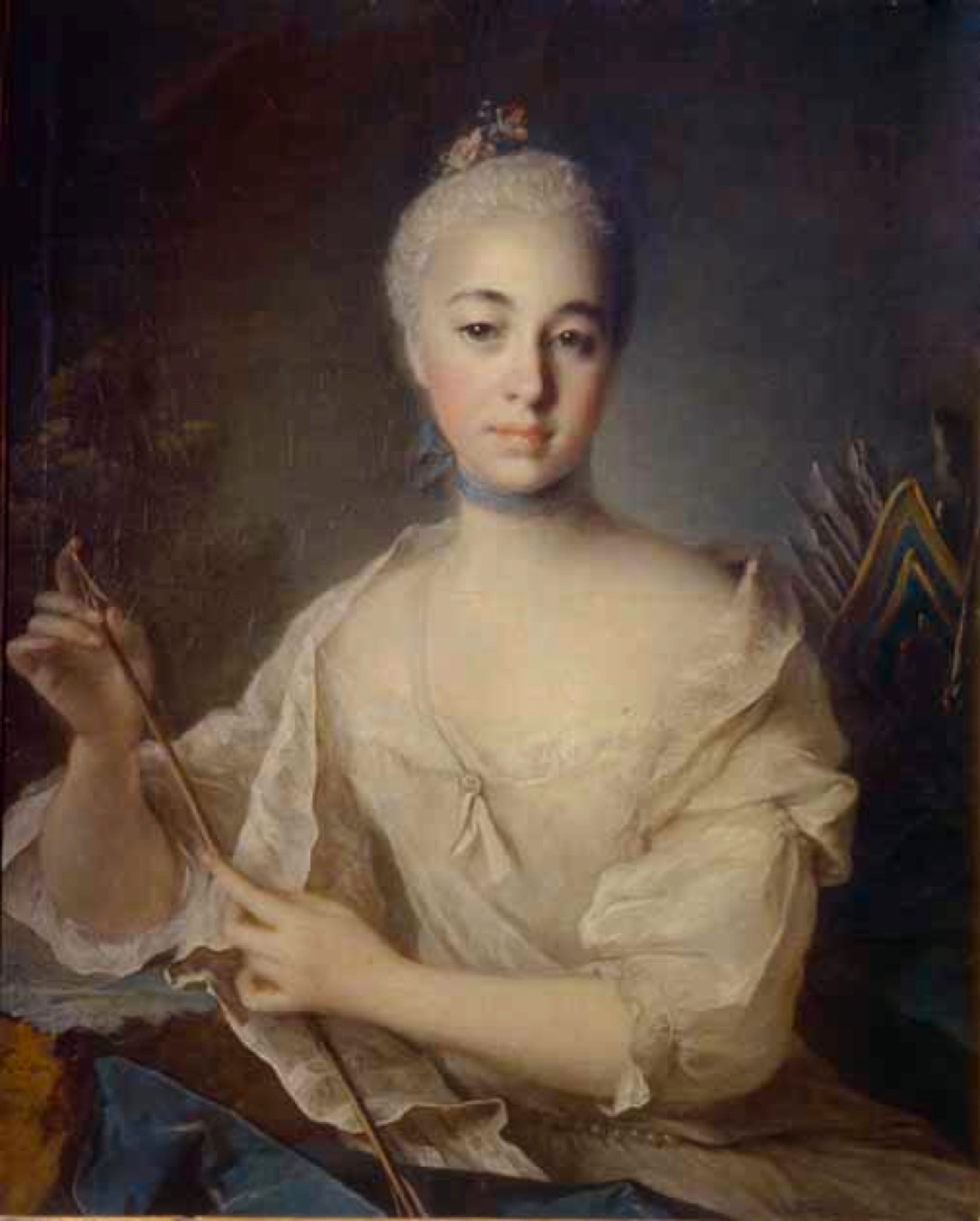
Retrato de Anna Stroganova (1743–1769), c.1758, Museo Estatal Ruso, San Petersburgo
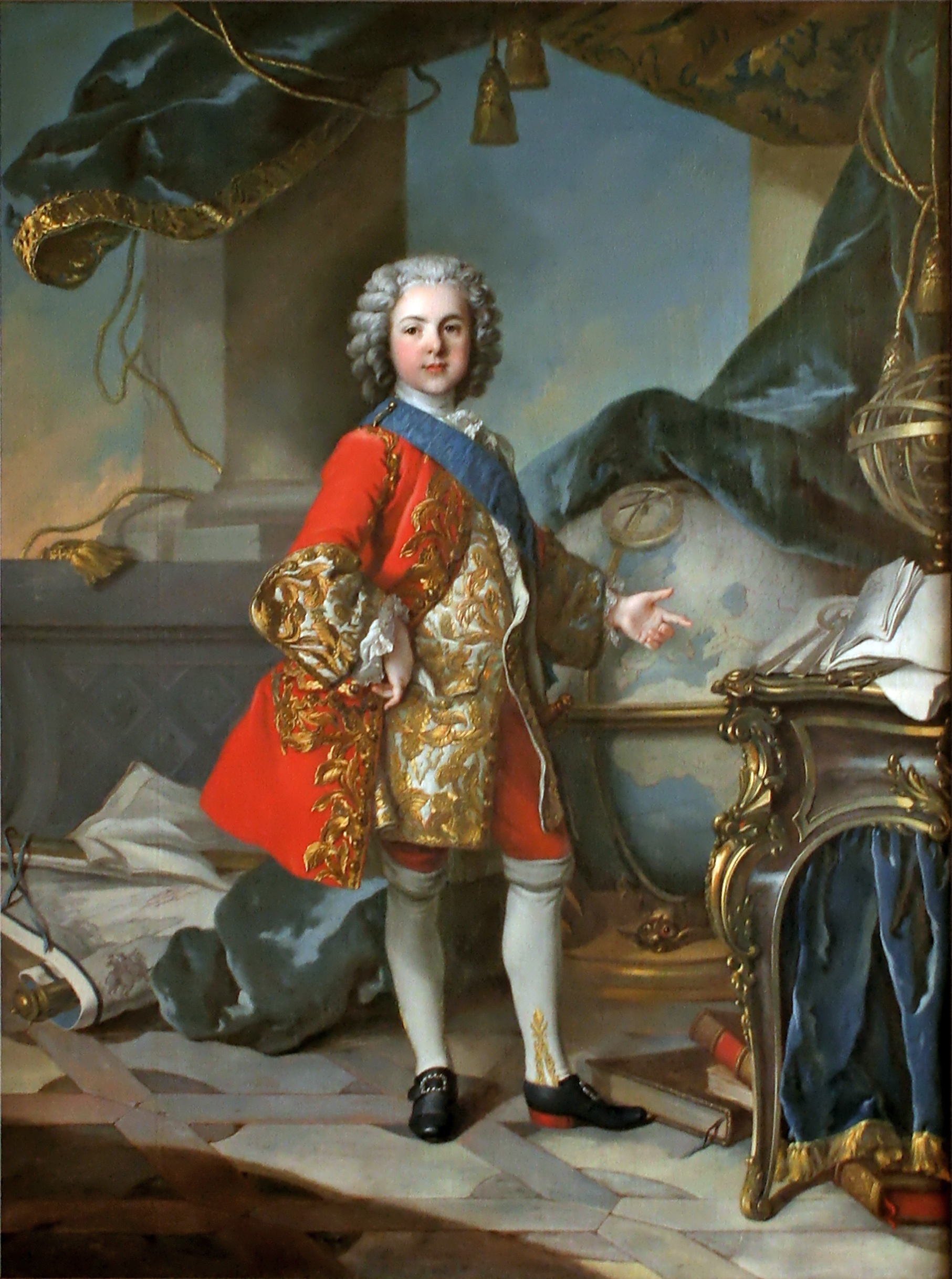
Retrato de Luis de Francia, Delfín de Luis XV, c.1738, óleo sobre lienzo, 195x144 cm, Palacio de Versalles
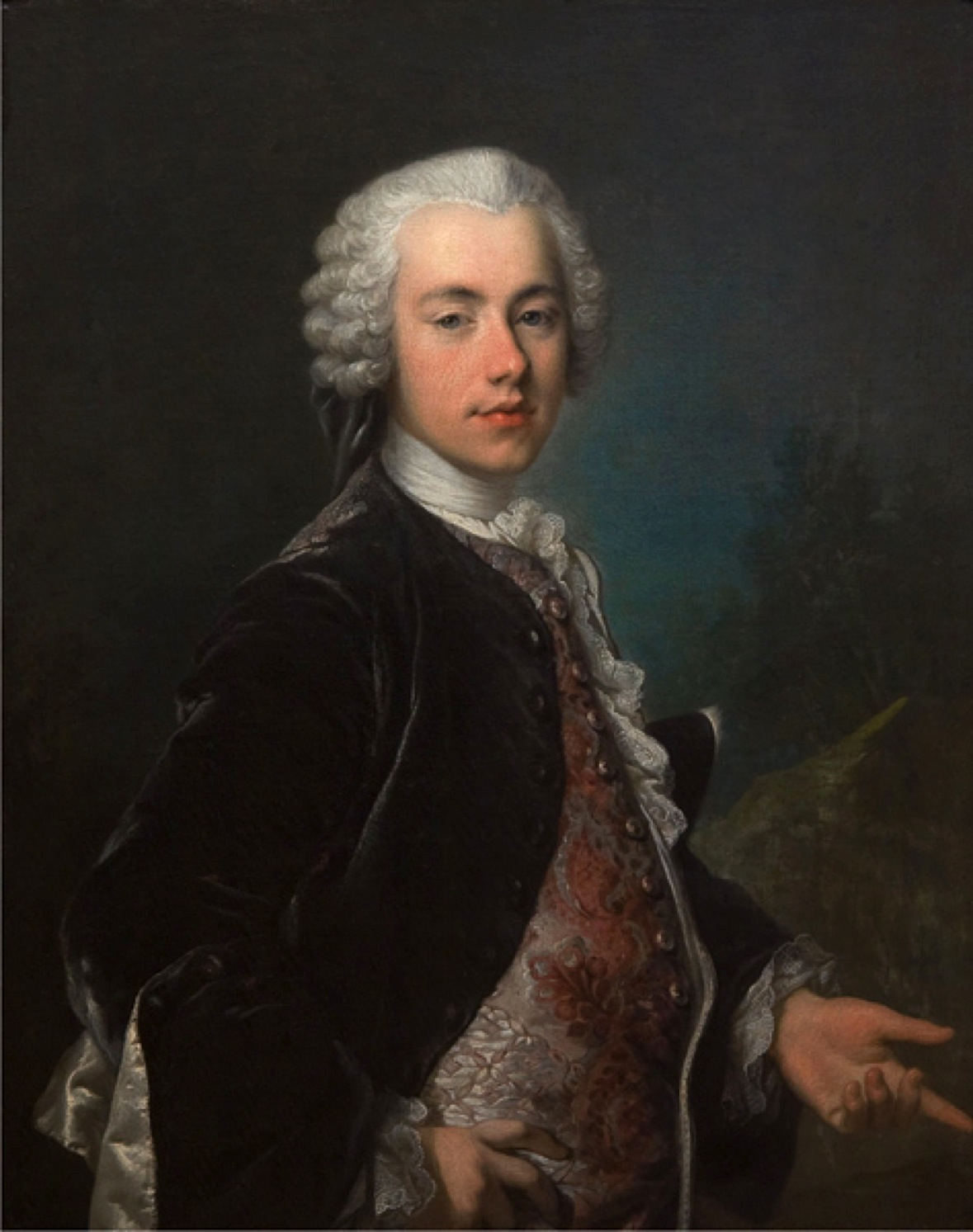
Retrato de Frederik Berregaard, c.1745, óleo sobre lienzo, 92x73 cm, Galería Nacional de Dinamarca
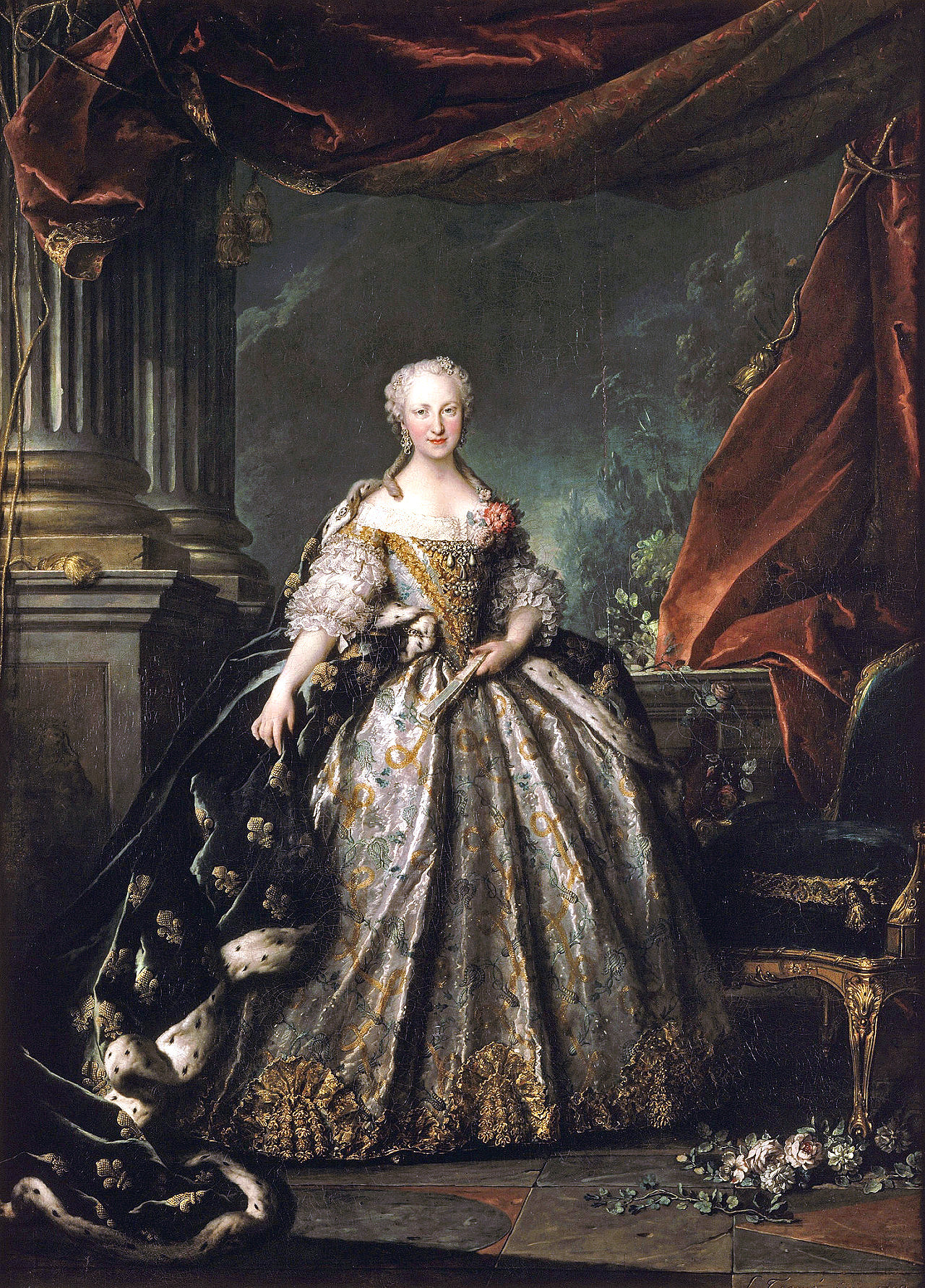
Retrato de María Teresa de España (1726-1746) como Delfina de Francia, 1745, óleo sobre lienzo, 271x195 cm, Palacio de Versalles
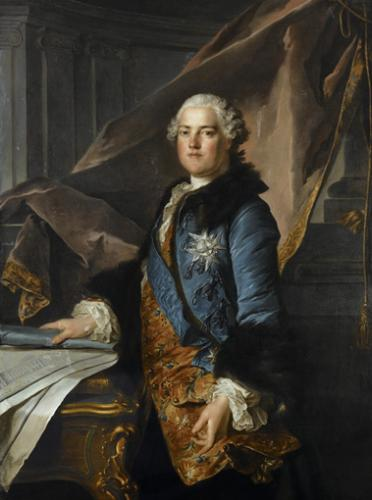
Retrato del marqués de Marigny (1728–1781), c. 1756, óleo sobre lienzo, Palacio de Versalles
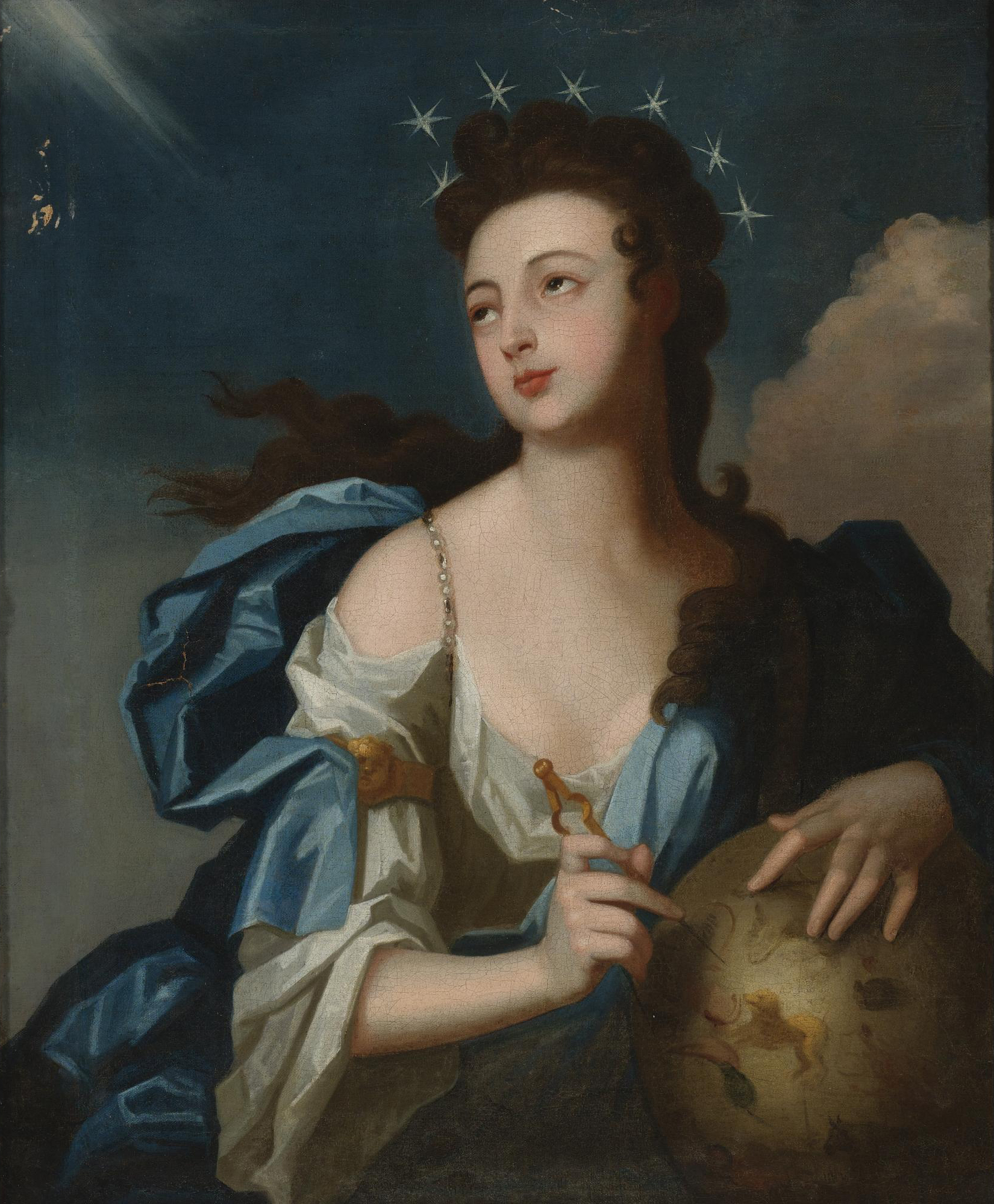
Seguidor de Louis Tocqué, Retrato alegórico de Urania, musa de la astronomía, óleo sobre lienzo, 91x73,5 cm